# Bang Bang (Albania)
Bang Bang es un canal de televisión privado de Albania perteneciente a Top Media Group. Se trata de un canal infantil. Está disponible en televisión digital terrestre a través de DigitAlb y en plataformas de cable.

## Historia
El canal inició emisiones el 17 de diciembre de 2004. Desde entonces, Bang Bang emite series animadas extranjeras de todo el mundo, todas dobladas al albanés, junto con producciones originales albanesas, principalmente realizadas por DigitAlb.
El canal también cuenta con un sistema de clasificación, dividido en tres grupos: bebés (1 a 5 años), niños (6 a 9 años) y generación (11 a 14 años).